# Benthophilus ragimovi
A Benthophilus ragimovi a sugarasúszójú halak (Actinopterygii) osztályának sügéralakúak (Perciformes) rendjébe, ezen belül a gébfélék (Gobiidae) családjába és a Benthophilinae alcsaládjába tartozó faj.

## Előfordulása
A Benthophilus ragimovi előfordulási területe Ázsia nyugati részén, a Kaszpi-tengerben van.

## Életmódja
Mérsékelt övi, édesvízi fenéklakó gébféle. Tápláléka apró gerinctelenek.